# 橋本菱華
橋本 菱華または橋本 陵華（はしもと りょうか）は、明治時代に活躍した日本画家。本名は橋本真之助。
京都出身で、姻戚関係にある竹内栖鳳に師事した。画塾「竹杖会」第1期生。京都美術学校卒業後、京都青年作家中の白眉と呼ばれた。京都青年画塾「鴨緑茶話会」会員。

## 主な作品
- 『花鳥図』 襖絵 1902年（大徳寺 塔頭 玉林院　西檀那の間）
- 『炎天』 1901年　新古美術品展/三等賞